# Рыбная (Курганская область)
Рыбная — деревня в Каргапольском районе Курганской области. Входит в состав Чашинского сельсовета.

## Географическое положение
Расположено на восточном берегу озера Могильное; в 32 км (37 км по автодороге) к востоку от посёлка Каргаполье; в 57 км (70 км по автодороге) к северо-западу от города Кургана.

## История
Деревня Могильная Салтосарайской слободы появилась между 1763 и 1782 годами. По преданию, свое название деревня получила благодаря тому, что, когда гнали по дороге в Сибирь каторжников, в Могильной хоронили умерших, а остальных гнали дальше.
Деревня входила в Салтосарайскую волость Курганского округа Тобольской губернии, со 2 июня 1898 года — волость Курганского уезда Тобольской губернии.
В конце июня — начале июля 1918 года установлена белогвардейская власть. В начале августа 1919 года восстановлена Советская власть. 
В 1919 году образован Могилевский сельсовет. В ноябре 1923 года образован Чашинский район, в котором оказалось два Могилевских сельсовета с центрами в деревнях Могильное. Находившийся ближе к райцентру сельсовет стал называться Первомогилевским (Могилевский-1) с центром в д. Первое Могильное (Могиленская-1-я, ныне Рыбная), а другой — Второмогилевским (Могилевский-2) с центром в д. Второе Могильное (Могиленское 2-я, ныне Ягодная).
14 июня 1954 года Могилевский-1 сельсовет упразднён, вошёл в состав Чашинского сельсовета.
Решением Курганского облисполкома № 267 от 29 июля 1963 года деревня Могильное № 1 Чашинского сельсовета переименован в деревню Рыбная.
5 июня 1964 года Указом Президиума ВС РСФСР деревня Первое Могильное переименована в деревню Рыбная.

## Население
| 1782 | 1795 | 1816 | 1834 | 1850 | 1858 | 1869 |
| ---- | ---- | ---- | ---- | ---- | ---- | ---- |
| 155  | ↗205 | ↗309 | ↗411 | ↗505 | ↗551 | ↗586 |
| 1893 | 1912 | 1926 | 1989 | 2002 | 2010 |      |
| ↗589 | ↗935 | ↗958 | ↘158 | ↘107 | ↘104 |      |

Национальный состав
- По переписи населения 2002 года проживало 107 человек, из них русские  — 90 %.
- По переписи населения 1926 года проживало 958 человек, все русские.

## Часовня
Кроме православных в деревне издавна проживали старообрядцы-беспоповцы, которые по сведениям конца XIX века признавали бессвященнословные браки. В д. Могильной в доме старообрядческого наставника в это время имелась моленная, где отправлялись богослужения, венчались браки, совершались исповеди и крещения. Там же имелась большая библиотека, состоящая из старообрядческих печатных и рукописных книг. В начале XX века в д. Могильной существовала старообрядческая часовня. Вероятно, она была построена после 1905 года и упоминается в 1912 году. Ныне не сохранилась.

## Первопоселенцы
Ревизская сказка Салтосарайской слободы от 25 мая 1782 года. Список глав семей с указанием, откуда переехали:
- Никифор Антонов сын Гребенщиков, из Салтосарайской слободы
- Козма Ананьин сын Мосеев, из Салтосарайской слободы
- Семен Осипов сын Кочеров (Кочуров), из Салтосарайской слободы
- Матвей Клементьев сын Попков, из деревни Деулиной
- Семен Иванов сын Кочеров (Кочуров), из деревни Деулиной
- Петр Перфильев сын Слуднов, из деревни Расковаловой
- Родион Перфильев сын Слуднов, из деревни Расковаловой
- умершего Козмы Кокорина жена Марья Никитина, взята Окуневской слободы деревне Островной, из деревни Расковаловой
- Андрей Пахомов сын Зырянов, из деревни Расковаловой
- Филипп Дорофеев сын Чеботин, из деревни Пьянковой
- отставного солдата Алексея Махонина дети Михей и Гаврило приписаны на поселение по указу от 31 октября 1770 года